# Centropogon bruneotomentosus
Centropogon bruneotomentosus är en klockväxtart som beskrevs av Franz Elfried Wimmer. Centropogon bruneotomentosus ingår i släktet Centropogon och familjen klockväxter. Inga underarter finns listade i Catalogue of Life.